# Мендес, Ева
Е́ва де ла Карида́д Ме́ндес (англ. Eva de la Caridad Méndez; род. 5 марта 1974, Майами, Флорида, США), более известная как Е́ва Ме́ндес (англ. Eva Mendes) — американская актриса.

## Биография
Мендес родилась в Майами в семье кубинских иммигрантов, но выросла в Лос-Анджелесе, штат Калифорния. В 1992 году окончила среднюю школу имени Герберта Гувера в Глендейле, затем училась в Университете штата Калифорния в Нортридже на дизайнера интерьеров, но оставила обучение ради актёрской карьеры.
Мендес начинала со съёмок в рекламе, видеоклипах (она снялась в клипах «Hole In My Soul» группы Aerosmith и «Miami» Уилла Смита) и играла эпизодические роли в телесериалах и фильмах с низким бюджетом. Прорыв в её актёрской карьере произошёл после фильма «Тренировочный день», где она исполнила ведущую женскую роль. Фильм получил несколько наград и был тепло встречен критиками, а Мендес запомнилась ещё и тем, что предстала в картине полностью обнажённой.

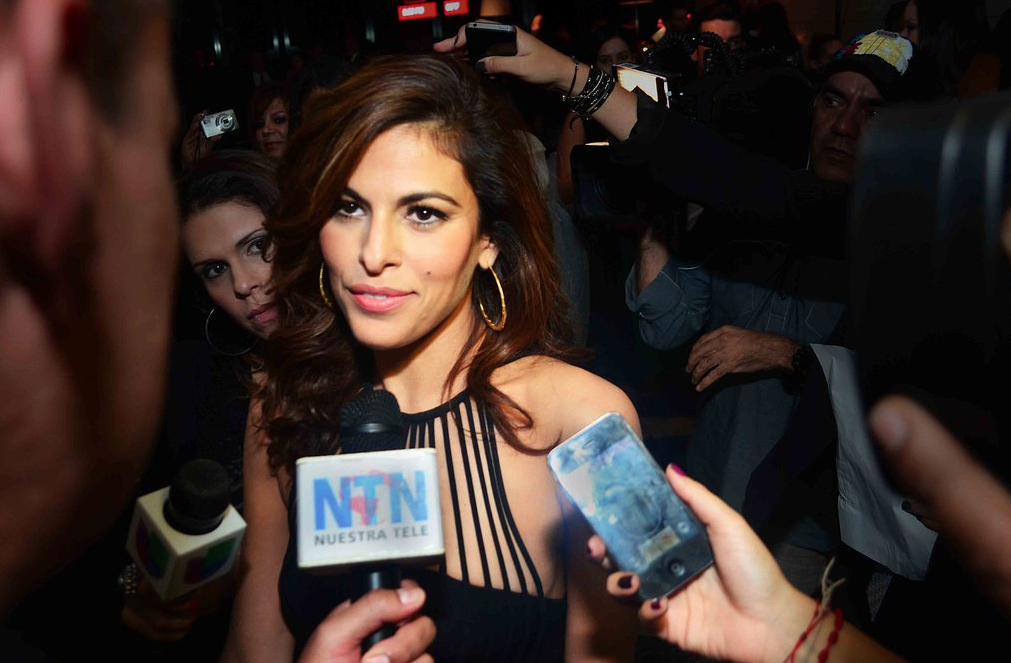
Ева Мендес на мероприятии Vanidades Magazine 2013

После этого актрису стали приглашать в серьёзные проекты с сильным актёрским составом: в комедии «Застрял в тебе» и «Правила съёма: Метод Хитча», триллер «Вне времени», боевики «Двойной форсаж» и «Однажды в Мексике» (за последний фильм Мендес получила номинацию на Teen Choice Awards). В феврале 2007 года на экраны вышел фильм «Призрачный гонщик», в котором она исполнила роль подруги главного героя, Призрачного гонщика.
Мендес является моделью, рекламирующей продукцию компании «Ревлон». В 2006 году журнал Maxim отдал ей 27 строчку своего рейтинга Hot 100.
В 2017 году снялась в рекламе духов Avon Eve Due.

## Личная жизнь
С сентября 2011 года Ева состоит в отношениях с актёром Райаном Гослингом. У пары есть две дочери: Эсмеральда Амада Гослинг (род.12.09.2014) и Амада Ли Гослинг (род.29.04.2016). В 2022 году они поженились.

## Фильмография

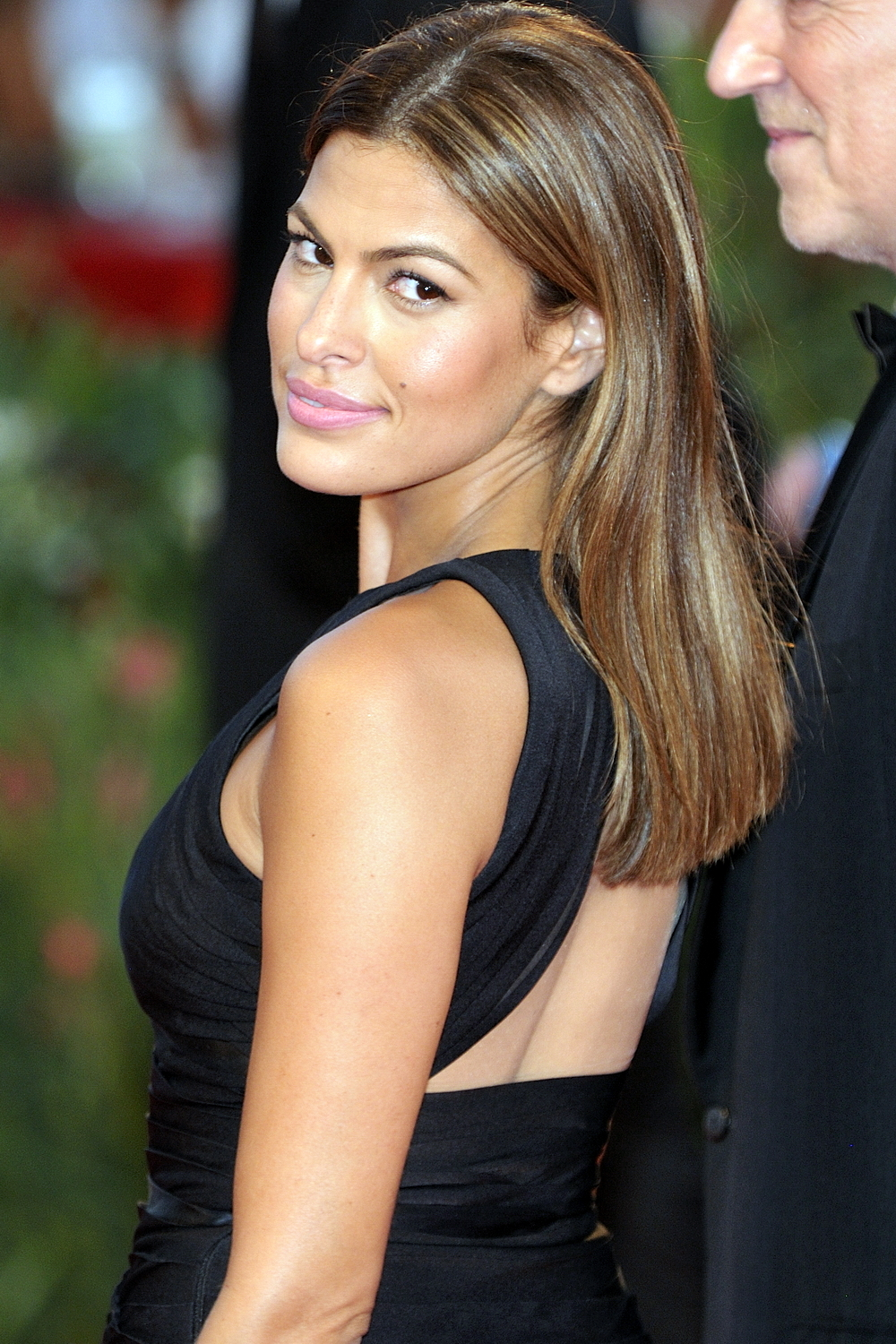
Ева Мендес на 66-м Венецианском кинофестивале

| Год  |    | Русское название              | Оригинальное название                    | Роль               |
| ---- | -- | ----------------------------- | ---------------------------------------- | ------------------ |
| 1998 | с  | Скорая помощь                 | ER                                       | Донна              |
| 1998 | ф  | Дети кукурузы 5: Поля страха  | Children of the Corn V: Fields of Terror | Кир                |
| 1998 | ф  | Ночь в Роксбери               | A Night at the Roxbury                   | подружка невесты   |
| 1998 | с  | Смертельная битва: Завоевание | Mortal Kombat: Conquest                  | Ханна              |
| 1999 | ф  | Мой братец Бейб               | My Brother the Pig                       | Матильда           |
| 2000 | ф  | Бесстрашные ученики           | The Disciples                            | Мария Сиранко      |
| 2000 | ф  | Городские легенды 2           | Urban Legends: Final Cut                 | Ванесса Вальдеон   |
| 2001 | ф  | Сквозные ранения              | Exit Wounds                              | Триш               |
| 2001 | ф  | Тренировочный день            | Training Day                             | Сара Харрис        |
| 2002 | ф  | Всё о Бенджаминах             | All About the Benjamins                  | Джина              |
| 2003 | ф  | Двойной форсаж                | 2 Fast 2 Furious                         | Моника Фуэнтес     |
| 2003 | ф  | Однажды в Мексике             | Once Upon a Time in Mexico               | Ахедрес            |
| 2003 | ф  | Вне времени                   | Out of Time                              | Алекс Диас Уитлок  |
| 2003 | ф  | Застрял в тебе                | Stuck on You                             | Эйприл Мерседес    |
| 2005 | ф  | Правила съёма: Метод Хитча    | Hitch                                    | Сара Миллас        |
| 2005 | ф  | История Уэнделла              | The Wendell Baker Story                  | Дорин              |
| 2005 | ф  | Обречённые сердца             | Guilty Hearts                            | Габриэлла          |
| 2006 | ф  | Доверься мужчине              | Trust the Man                            | Фэйт               |
| 2007 | ф  | Призрачный гонщик             | Ghost Rider                              | Роксанна Симпсон   |
| 2007 | ф  | Немножко беременна            | Knocked Up                               | камео              |
| 2007 | ф  | Хозяева ночи                  | We Own the Night                         | Амада Хуарес       |
| 2007 | ф  | Смерть в эфире                | Live!                                    | Кэти               |
| 2007 | ф  | Чистильщик                    | Cleaner                                  | Энн Норкат         |
| 2008 | ф  | Женщины                       | The Women                                | Кристел Аллен      |
| 2008 | ф  | Мститель                      | The Spirit                               | Песчинка           |
| 2009 | ф  | Плохой лейтенант              | Bad Lieutenant: Port of Call New Orleans | Фрэнки Донненфельд |
| 2010 | ф  | Копы в глубоком запасе        | The Other Guys                           | доктор Шейла Гэмбл |
| 2010 | ф  | Прошлой ночью в Нью-Йорке     | Last Night                               | Лора               |
| 2011 | ф  | Форсаж 5                      | Fast Five                                | Моника Фуэнтес     |
| 2012 | ф  | Корпорация «Святые моторы»    | Holy Motors                              | Кей М              |
| 2012 | ф  | Трудный возраст               | Girl in Progress                         | Грейс              |
| 2012 | ф  | Место под соснами             | The Place Beyond the Pines               | Ромина             |
| 2013 | тф | Завершить историю             | Clear History                            | Дженнифер          |
| 2014 | ф  | Как поймать монстра           | Lost River                               | Кэт                |
| 2021 | мс | Блуи                          | Bluey                                    | инструктор по йоге |

### Видеоклипы
- 1996 — Pet Shop Boys — «Se a vida é (That’s the Way Life Is)»
- 1997 — Aerosmith — «Hole in My Soul»
- 1998 — Will Smith — «Miami»
- 2003 — Ludacris — «Act a Fool»
- 2004 — The Strokes — «The End Has No End»
- 2005 — Tony Yayo feat. G-Unit — «I Know You Don’t Love Me»